# Timon Esporte Clube
Timon Esporte Clube é um clube brasileiro de futebol da cidade de Timon, no estado do Maranhão. Suas cores são Azul, branco e verde.
O TEC, como é carinhosamente conhecido pelos seus torcedores, foi fundado em 2005 para a disputa do campeonato estadual representando seu município, o time tenta o acesso a elite do estadual desde 2007, porém vem fracassando e adquirindo decepções para seus torcedores.
A equipe tem como sua casa o Estádio Miguel Lima, onde ela realiza seus jogos como mandante.
Existem outros times na cidade, o Esporte Clube Timon, que disputa o campeonato Piauiense e a Sociedade Esportiva Juventude Timonense, equipe de futebol feminino, campeã do Campeonato Maranhense de Futebol Feminino de 2019 e que consequentemente tornou-se a representante maranhense no Campeonato Brasileiro de Futebol Feminino de 2020 - Série A2.

## História

### 2007 -Estreia como profissional
Estreou em competições em 2007 quando disputou o Campeonato Maranhense – Série B do mesmo ano. Em seu primeiro jogo o TEC aplicou uma goleada sobre o Babaçu por 6 a 0, já sua primeira partida em casa foi contra o São José, o Timon venceu por 3 a 1. Com o fim do campeonato o TEC não conseguiu o acesso, ficando na terceira colocação com 10 pontos em 6 jogos, o time ainda terminou com o melhor ataque da competição com 15 gols marcados.

### 2011 –Retorno após três anos
Depois da frustação de não ter conseguido o acesso, o TEC voltou três anos depois a disputar a Série B do estadual, porém novamente sem sucesso. O time quase conseguiu o título do segundo turno, o TEC e o Sabiá tinham os mesmos 13 pontos, porém o time de Caxias levou vantagem no saldo de gols e conseguiu o acesso.

### 2014 –TEC jogou o estadual em Teresina
Após duas tentativas frustradas, o TEC retornou dois anos após sua última participação na Série B do Campeonato Maranhense, neste ano a equipe teve que mandar seus jogos no Estádio Lindolfo Monteiro, em Teresina, por conta da má administração do prefeito de Timon, que não procurou fazer a reforma do seu maior centro esportivo, mesmo assim o clube seguiu forte para disputa do maranhense, porém o time foi eliminado nas semifinais e outra vez não consegue o acesso.

### 2017 –Vice-campeonato da Série B
Dois anos mais tarde o TEC retorna ao estadual, desta vez pode contar com sua casa de volta, o Estádio Miguel Lima. O time investiu muito buscando o acesso, nas semifinais o TEC eliminou o Pinheiro, o primeiro jogo ficou empate em 2 a 2 más na volta o time de Timon venceu por 3 a 0. Chegando em sua primeira final, o TEC encarou o favorito Bacabal, no primeiro na casa do adversário, o TEC perdeu por 3 a 1, o jogo de volta aconteceu em Timon e o time da casa sucumbiu ao Bacabal e perdeu por 3 a 0 dando fim ao sonho do acesso.

### 2018 –TEC retornou mais forte
No ano seguinte o TEC disputou pela quinta vez a Série B do Maranhense, buscando sair dessa situação, o time fez contratação com nomes conhecidos do futebol maranhense, nomes como o goleiro Laerte, o meia Toquinho e o atacante Cris estavam presentes no time. O TEC foi eliminado nas semifinais pelo Pinheiro, o jogo terminou empatado em 0 a 0, porém o TEC foi derrotado nos pênaltis.

### 2019 –TEC eliminado na fase de grupos
Em 2019 o Timon foi eliminado na fase de grupos na terceira colocação e terminou em sexto lugar na classificação geral.

### 2020 –TEC rebaixado a terceira divisão[1]
Após conquistar o título maranhense da segunda divisão em 2020, a comissão do TJD-MA julgou a denúncia de irregularidade do Timon-MA, feita pelo Bacabal, no Campeonato Maranhense da Série B 2020. Por unanimidade, o TJD-MA decidiu punir o Timon com a perda de 16 pontos. Com isso, o clube perde a chance de disputar a primeira divisão maranhense e terá que disputar a terceira divisão.

### 2021 –TEC de novo bate na trave[2]
Em 2021 o Timon disputa novamente a segunda divisão maranhense após a FMF desistir da terceira divisão, o Timon disputa a fase preliminar. Na primeira fase da preliminar empata em 3x3 com Americano e vence por 1x0 na volta, na segunda fase vence por WO o Sabiá se classificando para a fase principal. Na fase principal termina em 3 lugar  classifica - se para as semifinais, sendo eliminado nos pênaltis para o  Tuntum e novamente perde a chance de subir para elite do estadual.

## Desempenho em Competições

### Participações
|  | Participações em 2024 |

| Competição | Competição      | Temporadas | Melhor campanha     | Estreia | Última | P | R |
| Maranhão   | Segunda Divisão | 11         | Vice-Campeão (2017) | 2007    | 2024   | – |   |